# Paulo Wanchope
Paulo César Wanchope Watson (Hereida, 31. srpnja 1976.) je kostarikanski nogometni trener i umirovljeni nogometaš. Od lipnja 2009. postao je drugi najbolji strijelac u povijesti Kostarike s 45 pogodaka, iza Rolanda Fonsece. Od siječnja 2015. do Kolovoza 2015. godine Wanchope je bio izbornik Kostarike.